# Couvent des Ursulines d'Amiens
Pour les articles homonymes, voir Couvent des Ursulines.
Le couvent des Ursulines d'Amiens est un ancien  couvent de religieuses enseignantes de l'Ordre de Sainte-Ursule, situé sur le territoire de la commune d'Amiens, dans le département de la Somme, dans le centre-ville, rue des Jacobins.

## Historique
Les Ursulines sont autorisées à fonder un couvent à Amiens en 1614 et acquièrent l'hôtel de Crèvecœur. En 1624, l'évêque d'Amiens François Lefèvre de Caumartin pose la première pierre de la chapelle. Madeleine Varin, fille du peintre Quentin Varin, moniale du couvent y introduit le goût des arts par la fabrication de broderies à l'aiguille en fil d'or et d'argent, en soie et en laine. Le cloître est bâti en 1625 et une partie des bâtiments conventuels en 1667.
En 1789, le monastère comptait 47 religieuses de chœur et sept converses. Supprimé à la Révolution française, le couvent est affecté à la gendarmerie et à la manutention militaire. En 1817, les religieuses rachètent une partie de leur couvent et y font construire, en 1819, un vaste bâtiment et une chapelle. Cette chapelle est devenue la chapelle de l'institution d'enseignement privé Sainte-Clotilde.

## Vestiges
La gendarmerie d'Amiens est installée dans l'une des dépendances de l'ancien couvent d'Ursulines, en 1806 ; elle est agrandie sur les plans de l'architecte Jean Herbault en 1855.
En 2024, le musée de Picardie a acquis pour la somme de 250 000 euros un antependium (devant d’autel), en tissu datant du XVIIe siècle. Cette œuvre en laine et en soie brodée de fils d'or, d'argent et de perles a été réalisée par les ursulines pour décorer l'autel de la chapelle de leur couvent d'Amiens.